# ۳۶۶ (پیش از میلاد)
۳۶۶ (پیش از میلاد) ۳۶۶مین سال قبل از تقویم میلادی است.